# NGC 3279
NGC 3279 في الفهرس العام الجديد، هي مجرة، تقع في كوكبة الأسد. اكتشفت في 5 مارس 1878 .

## روابط خارجية
- NGC 3279 على موقع ويكي سكاي: DSS2, SDSS, GALEX, IRAS, Hydrogen α, X-Ray, Astrophoto, Sky Map, Articles and images